# Эхо Москвы
«Э́хо Москвы́» — советская и российская круглосуточная информационно-разговорная радиостанция, вещавшая с 1990 по 2022 год.
«Эхо» впервые вышло в эфир 22 августа 1990 года в Москве под названием «Радио-М» («Радио-ЭМ», «Эхо Москвы») на частоте 1206 кГц (СВ).
Станция получила известность во время Августовского путча (19—21 августа 1991 года) — одной из немногих она выступила против ГКЧП в первые дни.
С первого дня своего существования «Эхо Москвы» придерживалось одного правила: «Все значащие точки зрения на события должны быть представлены». Журналисты других СМИ в шутку называли «Эхо Москвы» — «Ухом Москвы».
1 марта 2022 года «Эхо Москвы» было отключено от эфирного вещания по требованию Генеральной прокуратуры России. 3 марта Советом директоров ЗАО «Эхо Москвы» принято решение о ликвидации радиоканала и одноимённого электронного периодического издания.
После марта 2022 года бывшая команда «Эха Москвы» ведёт вещание на YouTube-канале «Живой гвоздь». Избранные выпуски передач «Эха Москвы» также доступны в Apple Podcasts и Google Podcasts. 3 октября 2022 года восстановлено вещание в качестве интернет-издания под названием «Эхо», но вскоре доступ к медиаплатформе в России был заблокирован.

## О радиокомпании

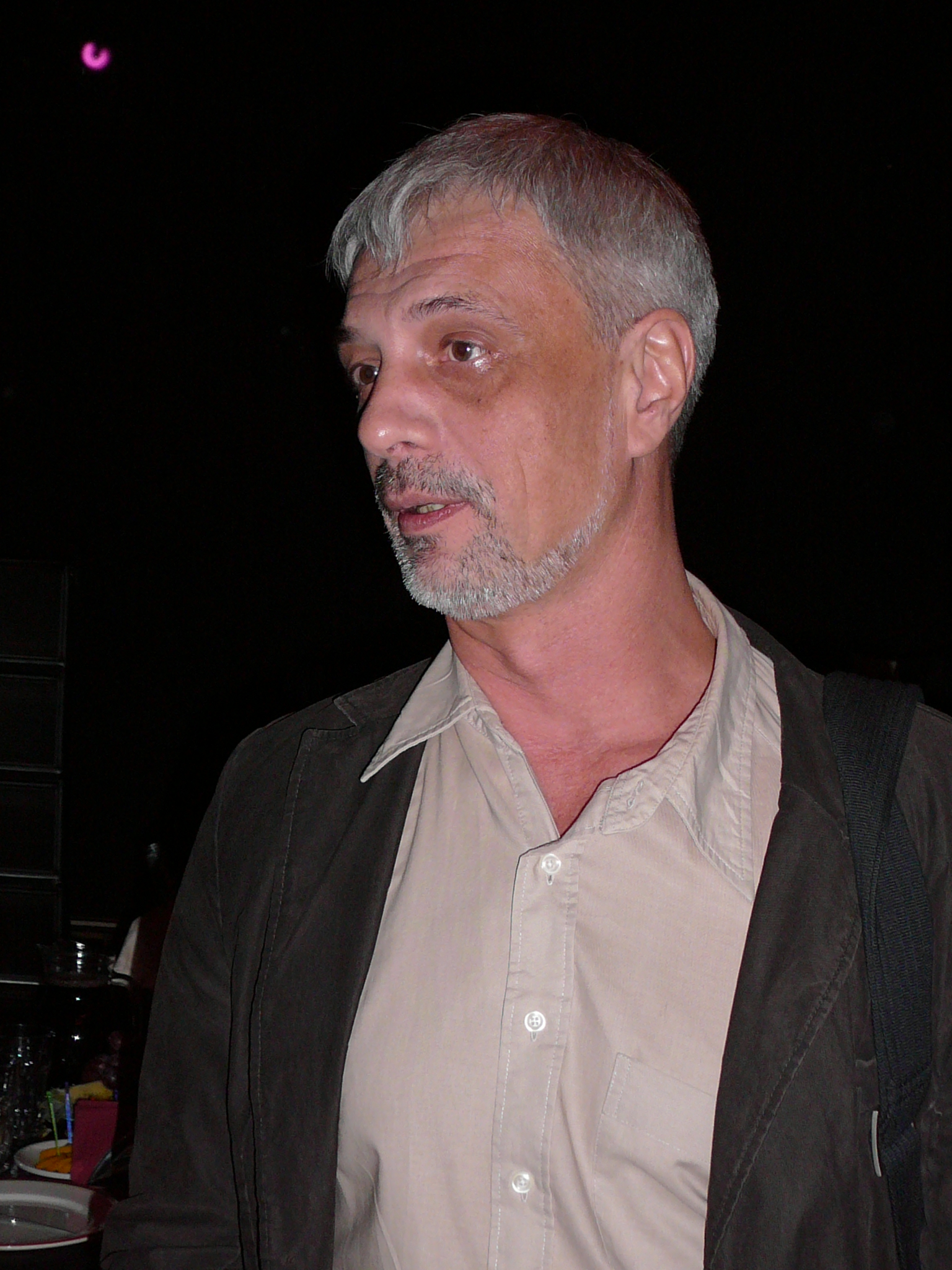
Сергей Корзун, сооснователь и первый главный редактор «Эха Москвы» до 1996 года

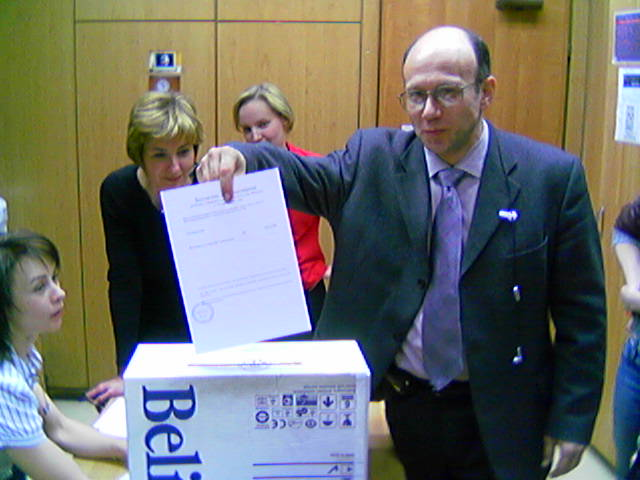
Юрий Федутинов, генеральный директор «Эха Москвы» в 1992—2014 годах

«Эхо Москвы» являлось информационно-разговорной радиостанцией.
Радиостанция была организована в форме закрытого акционерного общества. На 2022 год 66 % всех акций ЗАО «Эхо Москвы» принадлежали холдингу «Газпром-медиа», 33,2 % акций — ООО «Эхо Москвы Холдинговая Компания» (ЭМХК) и 0,8 % — физическим лицам. 34 % акций компании ЭМХК принадлежит Алексею Венедиктову, 31 % акций — Илье Куртову, 20 % акций — EM Holding Company LLC (США), и 15 % акций — Юрию Федутинову. По данным Венедиктова, Илья Куртов является держателем акций Владимира Гусинского. По данным Федутинова, компанией EM Holding Company LLC «Гусинский и Венедиктов руководят „как партнёры“».
В совет директоров ЗАО «Эхо Москвы» входили заместитель главного редактора Екатерина Годлина (как представитель миноритарных акционеров компании), генеральный директор «Эха Москвы» Екатерина Павлова, заместитель генерального директора «Газпром-медиа» Юлия Голубева, президент холдинга «ГПМ Радио» Юрий Костин и ещё два представителя «Газпром-медиа».
По мнению некоторых обозревателей как в России, так и на Западе, «Эхо» являлось единственным в России по-настоящему независимым СМИ, и единственным доказательством того, что свобода информации для массового слушателя всё ещё существует.
Несмотря на то, что контрольный пакет акций ЗАО «Эхо Москвы» принадлежал холдингу «Газпром-медиа», согласно российскому закону о СМИ учредители или акционеры не имеют права вмешиваться в редакционную политику. Статут (устав организации) «Эха Москвы» предписывал, что редакционный курс может определяться исключительно главным редактором.
По поводу оппозиционности главный редактор Венедиктов сказал: «Мы не оппозиционное радио, мы информационное радио — раз. Мы — площадка для дискуссий различных сил — два. Мы — место для аналитики и мнений различных политических структур, сил, идей — три. Мы не оппозиционное радио».

### Концепция и вещание
«Эхо Москвы» было ориентировано на новостное вещание, основные программы — новости политики и культуры, обзоры прессы, беседы с гостями, интерактивное общение со слушателями, авторские программы на различную тематику. «Эхо Москвы» осуществляло круглосуточное эфирное вещание в 33 городах России.
«Эхо Москвы» проводило потоковое (стримовое, онлайн) интернет-вещание с шириной полосы от 32 до 160 Кб/с, а также осуществляло аудио и видео подкаст-вещание в формате RSS-лент. Также на сайте «Эхо Москвы» многие передачи можно было смотреть в прямом видеоэфире, организованном с помощью компании «Сетевизор» и видеохостинга YouTube.
«Эхо Москвы» за свой счёт (с помощью российских спутниковых операторов «Триколор ТВ» и «НТВ-Плюс») передавало сигнал в цифровой кодировке до наземного принимающего оборудования регионального вещателя через спутники связи:
- Eutelsat W4 — Центральный, Северо-западный, Приволжский, Уральский и Южный федеральные округа.
- Ямал-401 — Сибирский и Дальневосточный федеральный округа.

### Аудитория

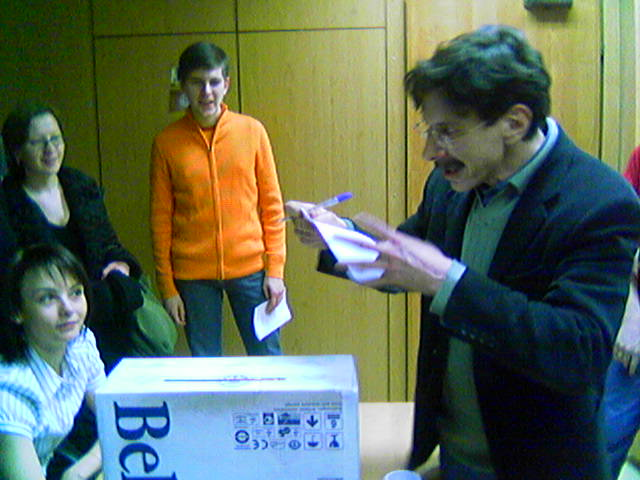
Сергей Бунтман (справа), сооснователь «Эха Москвы», первый заместитель главного редактора

По итогам исследования столичной аудитории в первом квартале 2006 года, социологическая служба «КОМКОН» пришла к выводу, что «Эхо Москвы» — любимая радиостанция москвичей. О своём отношении к «Эху Москвы» как к самой любимой станции в марте сообщили 37,8 процентов тех, кто слушает эфирные радиостанции в диапазонах FM и УКВ. В марте 2006 года по данным «КОМКОН» еженедельная аудитория «Эхо Москвы» составляла 1 млн 490 тыс. человек.
В сентябре 2010 года «Эхо Москвы» вышла на первое место в рейтинге московских радиостанций, общее количество ежедневных слушателей станции составило около 1 млн человек (по данным «КОМКОН»).
В 2011 году ежедневная аудитория радиостанции в Москве составляла приблизительно 900 тыс. человек и около 1,8 млн в остальных регионах России. С октября 2010 года по октябрь 2011 года аудитория радио только в Москве увеличилась почти на 90 тыс. чел. Еженедельная аудитория в Москве — около 2 млн человек, а в российских регионах в целом — около 7 млн человек. По данным «TNS Global» (Москва, лето 2011) целевой аудиторией «Эхо Москвы» являлись обеспеченные и высокообеспеченные москвичи старше 40 лет с высшим образованием. Они составили более трети ежедневной аудитории радиостанции (324 тыс. чел.). По данным «КОМКОН» за октябрь 2011 года, «Эхо» занимал первое место в FM-диапазоне по продолжительности слушания (больше, чем 200 минут в день) и по лояльности аудитории — около 40 % её слушателей называют «Эхо Москвы» любимой радиостанцией.
По данным «TNS Global» (Москва) за сентябрь — октябрь 2011 года самыми рейтинговыми программами (1 место среди всех радиостанций) были «Утренний разворот», «Особое мнение», «Клинч», «Обложка», «Народ против», «Кейс», «Суть событий», «В круге света», «48 минут», «Полный альбац», «Без дураков», «Код доступа», «Поехали», «Блогаут», «Сканер».
Согласно данным «Медиалогии» за апрель 2012 года, «Эхо Москвы» являлась самой цитируемой радиостанцией, при этом опережая все ТВ-каналы и все журналы и уступая только ряду газет. По объёму ежедневной аудитории (согласно данным «КОМКОН» за март 2012 года) «Эхо Москвы» было самой популярной радиостанцией Москвы, опережая «Авторадио» и «Русское радио». По данным TNS Global за февраль-апрель 2012 года, «Эхо Москвы» также являлось лидером, опережая «Радио России» и «Радио Шансон». Аудитория сайта в России на тот момент составила 2,918 млн человек (8,6 % российских пользователей) и 898 тыс. в Москве (15,3 %).
По данным TNS Russia, в 2014 году в России хотя бы раз в месяц «Эхо» слушали 3 млн человек.
В 2019 году радиостанция занимала 10 место по стране с охватом в 3,4 % общей аудитории, по Санкт-Петербургу — 6,2 %. На 2019 год ежедневная аудитория радиостанции в Москве составляла 840 тыс. Человек, по остальным регионам России — около 1,8 млн. В 2020 году ежедневно только в Москве станцию слушали 970 000 человек, «РИА Новости» оценивали потенциальную аудиторию в 46 млн.
В 2021 году «Эхо Москвы» было лидером среди московских разговорных радиостанций.

### Популярность
По данным компании «Медиалогия», «Эхо Москвы» являлось самым влиятельным радио в России, а среди прочих СМИ по этому показателю стояло в одном ряду с такими СМИ как «Коммерсантъ», «Первый канал», «Ведомости». По абсолютному значению индекса цитирования за 2011 год «Эхо Москвы» (1675,25) превосходило все ТВ-каналы и журналы.

### Сайт

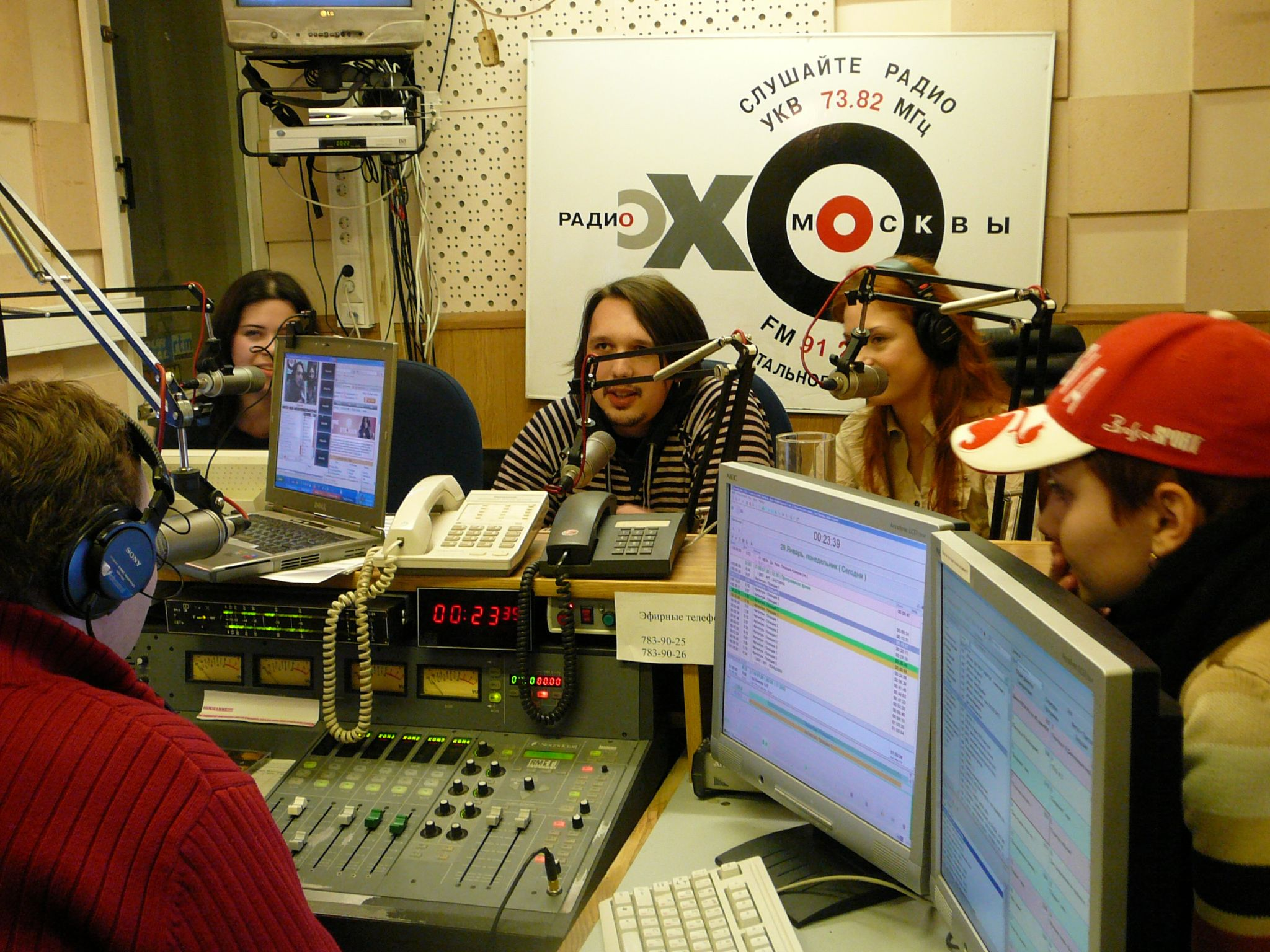
Старая студия

В 1997 году у «Эха Москвы» первым среди традиционных московских СМИ появился сайт в Интернете. А в 1998 году появился первый канал вещания в RealAudio. Было несколько версий сайта в 1997, 2000, 2004, 2008, 2011, 2013 годах. Была также создана pda-версия. Сайт «Эха Москвы» дважды становился лауреатом Интел интернет-премии в номинации «Традиционные СМИ в Интернете» (2000 и 2001 год). В ноябре 2008 года сайт www.echo.msk.ru стал лауреатом «Премии Рунета-2008» в номинации «Культура и массовые коммуникации». Для пользователей сайта были доступны звуковые эфиры и видеозаписи радиопередач за несколько лет, расшифровки интервью и новостных материалов, поиск по материалам, RSS-подписка, возможность оставлять комментарии и задавать вопросы гостям и сотрудникам, принимать участие в опросах, формировать топ-7 материалов и персон, а также зарабатывать пользовательский рейтинг. Существовал Клуб привилегированных слушателей «Эха», т. н. «краснорамочников», которые могли принимать участие в эфирах, а также вести личный блог.
Среди блогеров сайта, регулярно размещающих там свои материалы, было множество известных политиков, экономистов, деятелей культуры и искусства России и других государств.
В конце 2011 года посещаемость сайта составила более 300 тыс. человек в сутки, а средний показатель просмотров страниц в сутки — 2 млн раз. К середине 2018 года ежедневная посещаемость достигла 700 тыс. уникальных пользователей, а средний показатель просмотров страниц в сутки — более 3 млн.
4 декабря 2011 года в день выборов в Федеральное собрание РФ сайт радиостанции «Эхо Москвы» подвергся мощной хакерской DDoS атаке.
Очередная новая версия сайта появилась в августе 2014 года.
По результатам исследования Brand Analytics (проведённого на ноябрь 2021), сайт «Эха Москвы» входил в число русскоязычных сайтов с наиболее агрессивными посетителями; доля «агрессивного контента», по мнению исследователей, составила более 20 %.

### Руководство
| Имя                  | Должность |
| -------------------- | --- |
| Михаил Розенблат     | 1990—1992 — генеральный директор                                                                                  |
| Сергей Корзун        | 1990—1996 — главный редактор                                                                                      |
| Юрий Федутинов       | 1992—2014 — генеральный директор                                                                                  |
| Алексей Венедиктов   | 1996—1998 — первый заместитель главного редактора по информации 1998—2022 — главный редактор                      |
| Сергей Бунтман       | 1996—1998 — первый заместитель главного редактора по программам 1998—2022 — первый заместитель главного редактора |
| Владимир Варфоломеев | 1990—2022 — первый заместитель главного редактора                                                                 |
| Марина Королёва      | 2003—2015 — заместитель главного редактора по кадрам                                                              |
| Михаил Дёмин         | 2014—2015 — генеральный директор                                                                                  |
| Екатерина Павлова    | 2014—2022 — генеральный директор                                                                                  |

## История

### Основание

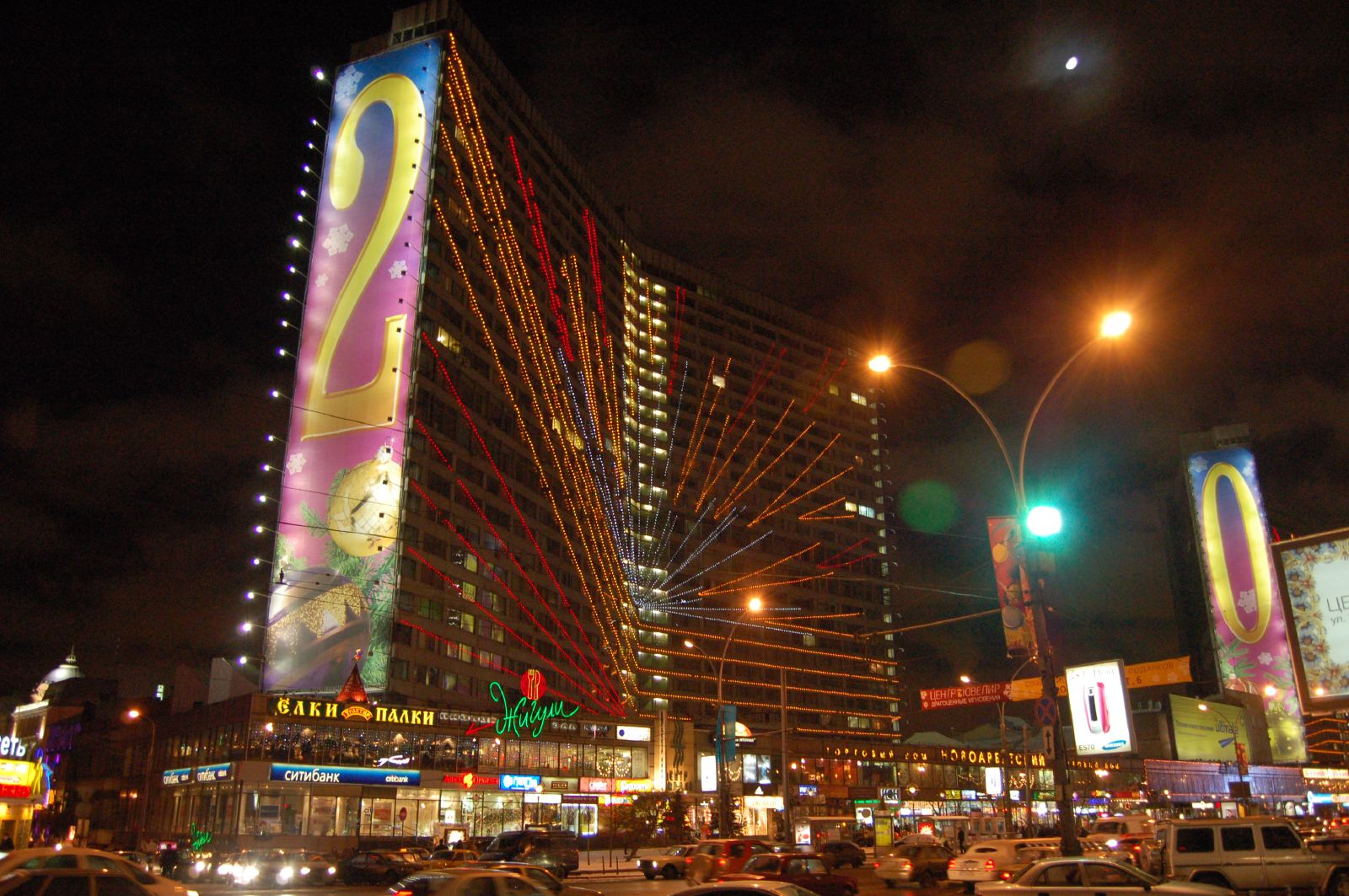
Дом-книжка по адресу Новый Арбат, 11, где располагалась редакция «Эхо Москвы»

В мае 1990 года состоялась встреча на факультете журналистики МГУ с участием декана Ясена Засурского, заведующего кафедрой телевидения и радиовещания Георгия Кузнецова, руководителей «Ассоциации Радио» В. Буряка, Г. Клигера, М. Розенблата, ответственного секретаря журнала «Огонёк» А. Щербакова и С. Корзуна, которому было предложено возглавить редакцию. В мае-июне 1990 года прошли рабочие совещания в курилке дикторов Иновещания Гостелерадио СССР С. Корзуна и С. Бунтмана — разработка концепции принципиально новой для СССР разговорной радиостанции, построенной на принципах свободной журналистики, полного отсутствия пропаганды и «промывания мозгов». Алексей Венедиктов вспоминал, что работавшим на Гостелерадио людям надоело врать, поэтому они решили заняться собственным радиоделом.
Изначально учредителями «Эхо Москвы» как средства массовой информации являлись Московский городской совет народных депутатов, Ассоциация «Радио», журнал «Огонёк» и факультет журналистики МГУ. Одним из соучредителей являлся Гарри Каспаров. Засурский считал радиостанцию одной из лучших в России, которая порой «наступает себе на горло, чтобы дать высказаться оппонентам».
9 августа 1990 года завершена регистрация радиостанции как СМИ Моссоветом на основании Закона СССР «О печати», вступившего в действие 1 августа 1990 года. Имя новой радиостанции искали долго: «Молва», «Сталкер», «Столица». В 18:57 22 августа 1990 года радиостанция впервые вышла в эфир. Однако свой день рождения «Эхо» традиционно отмечает на месяц позже, когда все на месте после летних отпусков.

### Хронология
Освещение вильнюсских событий января 1991 года стало для «Эха» боевым крещением. Через несколько дней после этого появилось сообщение ТАСС, где речь шла о «зловредной станции, живущей на американские деньги и клевещущей просто-таки из-под самой Кремлёвской стены». На радиостанцию оказывались не только попытки давления, но станцию хотели реально закрыть.

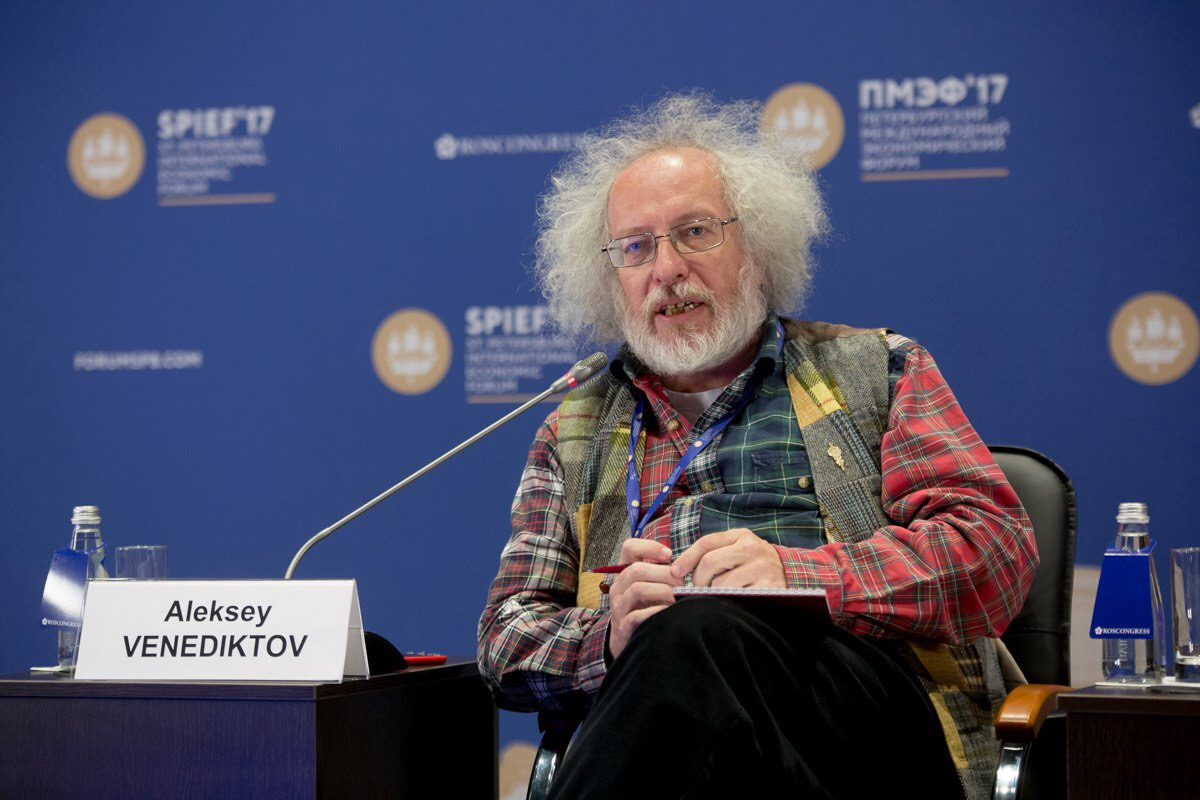
Алексей Венедиктов, главный редактор «Эха Москвы» с 1998 года до закрытия

19 августа 1991 года эфир был прекращён сотрудниками КГБ СССР примерно в половине восьмого утра, после того как ведущий программы С. Корзун отказался прекратить передачу. 20 августа в 13:40 по распоряжению министра связи РСФСР Владимира Булгака и благодаря усилиям заместителя министра связи СССР А. Иванова, народных депутатов Москвы и России передатчик включили.
В 22:50 связь с передатчиком снова пропала. По одним данным это произошло после вышедшего вечером того же дня постановления Государственного комитета по чрезвычайному положению в СССР о закрытии радио «Эхо Москвы» как «не способствующего стабилизации обстановки». По другим данным провод, по которому шёл на передатчик сигнал из студии, оборвали по требованию с Лубянки. Звукоинженер Владимир Петраков позвонил на передающий центр и выяснил, что технически нет никаких проблем «закоммутировать» на передатчик обычный городской телефон. Около 2-х часов ночи 21 августа работа возобновилась (по заявлению Корзуна, вещание осуществлялось также с 00:31 до 01:19). Оно несколько раз прерывалась на время для очередного набора номера. Начались прямые включения из осаждённого Белого дома и мэрии, пошли репортажи и комментарии гостей, приходивших в студию.
По другим данным, радиостанция вновь вышла в эфир только в 03:37 21 августа. Министр связи РСФСР отдал распоряжение обеспечить работу радиостанции «Эхо Москвы» и установить линии связи помимо каналов союзного министерства на основании распоряжения Президента РСФСР Ельцина о деблокировании средств массовой информации на территории республики и соответствующего решения президиума Моссовета.
В 8 часов утра (по другим данным в 10:18) «Эхо Москвы» отключили в четвёртый раз при помощи группы «Альфа» (по другим данным — десантного подразделения, командир которого представился в телефонном разговоре как подполковник Сахаров и сослался на распоряжение коменданта Москвы генерала-полковника Калинина), которая взяла штурмом передатчик на ул. Д. Бедного (Октябрьский радиоцентр). Через пару часов, когда уставшая «Альфа» ушла, был включён другой передатчик. В 15:40 благодаря твёрдой позиции руководства РСФСР и Москвы радиостанция снова вышла в эфир. По заявлению главного редактора «Эхо Москвы» Сергея Корзуна, во время отсутствия радио в эфире были попытки дискредитировать «ЭМ». В то время, пока вещание «ЭМ» было вынужденно остановлено, на частоте радиостанции или близко к ней работал неизвестный передатчик, имитировавший форму трансляции «Эха» и дававший в эфир дезинформацию относительно событий в Москве.
20 августа ГКЧП в связи с введением с 19 августа 1991 г. в Москве и на некоторых других территориях СССР чрезвычайного положения и в соответствии с пунктом 14 статьи 4 Закона СССР «О правовом режиме чрезвычайного положения» постановил приостановить деятельность телевидения и радио России, а также радиостанции «Эхо Москвы», как не способствующих процессу стабилизации положения в стране. В 2001 году Янаев в первый и последний раз станет гостем радиостанции.

### После 1992 года

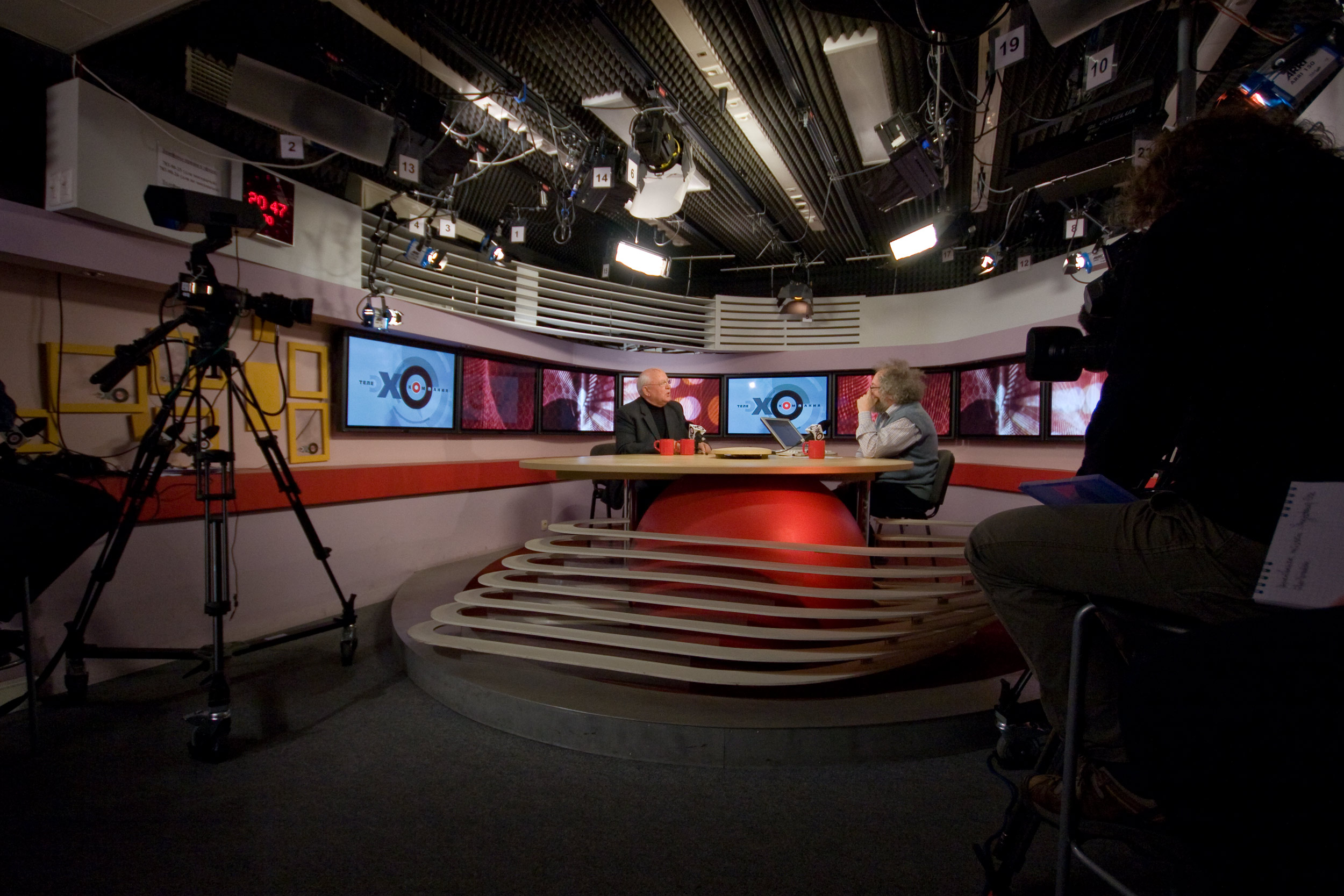
Телевизионная студия радиостанции «Эхо Москвы». Алексей Венедиктов интервьюирует Михаила Горбачёва в телевизионной студии

- 1994 год — начало непрерывного круглосуточного вещания. В 1994 году «Эхо Москвы» вошло в медиахолдинг «Группы Мост»[52].
- 1996 год — присуждение радио «Эхо Москвы» почётного звания «Радиостанция 1996 года»[47]. Главный редактор Сергей Корзун ушёл в 1996 году на телевидение, и вместо этой должности стало два первых заместителя: Сергей Бунтман по программам и Алексей Венедиктов по информации[52].
- 1997 год — начало вещания в диапазоне FM[47].
- 1997 год — открыт сайт радиостанции, ставший первым среди московских радиостанций[59].
- 1998 год — открыт первый канал вещания в RealAudio[59].
- 1998 год — входит в холдинг «Медиа-Мост», созданный Владимиром Гусинским. Алексей Венедиктов избран главным редактором.

### 2000-е годы
- 2000 год — за десять лет коллектив редакции вырос до 100 человек, а ежедневная аудитория превышает уже 5 миллионов слушателей в 45 городах страны[60].
- 2000—2001 годы — конфликт вокруг медиаимперии Гусинского; частная компания «Медиа-Мост» становится собственностью государственного концерна «Газпром».
- 2002 год — «Эхо Москвы» создаёт дочернюю радиостанцию «Арсенал» на случай смены руководства «Эха» и изменения вещательной политики. Она была продана в 2006 году. В эфир с 21 января по 31 марта выходят программы телеканала ТВ-6.

Начался приём в Клуб слушателей «Эха» и включена возможность комментирования блогов. В Москве прошла конференция региональных партнёров «Эха». С 30 января в эфире «Эхо Москвы» появляются новые ведущие и новые программы. С 6 марта 2006 года запущен совместный проект с журналистами «Интерфакса» — «Эхономика». Запускается видеотрансляция программы Аргентум. Появилась программа «Дневной разворот».
Программа Светланы Сорокиной «В круге СВЕТА» выходит на телеканале «Домашний». Открыт проект «Радио-рельсы» — совместная акция радиостанции «Эхо Москвы» и РАО «Российские железные дороги» «Окно в Россию». С 27 ноября 2006 года в эфире появляется «Вечерний разворот».

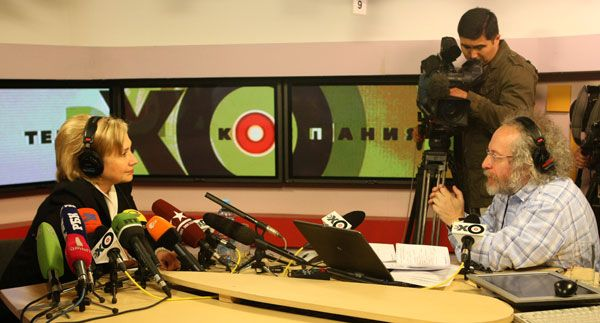
Хиллари Клинтон на «Эхе Москвы»

- 3 апреля 2007 года была открыта новая радиотелевизионная студия «Эхо Москвы», и 8 апреля трансляция передач с неё началась на RTVi[70].
- 2 марта 2008 года — новые выборы главного редактора «Эха Москвы». Единственный кандидат — Алексей Венедиктов.

### 2010-е годы
4 апреля 2011 года Алексей Венедиктов был утверждён советом директоров «Эха Москвы» в качестве главного редактора на трёхлетний срок. 14 марта 2014 года Венедиктов был утверждён на посту главного редактора ещё на пять лет.
14 февраля 2012 года Газпром-Медиа Холдинг потребовал срочной отставки совета директоров и смены состава независимых директоров радиостанции (Евгения Ясина и Александра Маковского). По мнению Венедиктова, совет директоров покидают он и заместитель главного редактора Владимир Варфоломеев. Взамен они предложили кандидатуру гендиректора «Эха Москвы» и телекомпании «Эхо-ТВ» Юрия Федутинова.
Журналисты станции опубликовали коммюнике, где выразили своё недоумение действиями Газпром-Медиа, посчитав это реакцией на критику высших должностных лиц в адрес радиостанции. Помимо этого, было сообщено о согласовании списка новых кандидатов в совет директоров «Эха Москвы». В него вошли генеральный директор «Связьинвеста» Вадим Семёнов и независимый предприниматель Евгений Трубин, бывший генеральный директор Лениздата. Также коллектив собирался создать Наблюдательный совет при радиостанции, который должны были возглавить Ясин и Маковский. В этом конфликте на стороне «Эха» выступили Наталья Синдеева, Александр Лебедев и кандидат в президенты РФ Михаил Прохоров. Также была реакция пресс-секретаря премьер-министра РФ Владимира Путина Дмитрия Пескова и президента Газпром Медиа Николая Сенкевича.
В конце 2013 года у радиостанции появились аккаунты в социальных сетях, и редакция начала вести активную работу в цифровом пространстве. На данный момент «Эхо Москвы» представлено в Twitter, Facebook, ВКонтакте, Одноклассники, YouTube, Instagram и Telegram.
23 июня 2014 года информационное агентство ИТАР-ТАСС со ссылкой на первого заместителя гендиректора «Газпром-медиа» Владимира Шемякина сообщило об обнаружении аудиторской фирмой PricewaterhouseCoopers недополученной в 2013 году прибыли от неучтённой рекламы на радиостанции, холдинг планирует вынести этот вопрос на ближайший совет директоров. Источник агентства из руководства радиостанции сообщил, что речь идёт о социальной рекламе, учтённой аудиторами как коммерческая.
В апреле 2014 года стало известно о намерении властей Москвы реконструировать под гостиницы к чемпионату мира по футболу 2018 года и дом № 11 на Новом Арбате, где расположена радиостанция. К началу июля «Эхо Москвы» подписало контракт об аренде помещения редакции «Московского комсомольца» на улице 1905 года. Однако планы о реконструкции не были осуществлены, и редакция осталась на прежнем месте.
Венедиктов всегда был для меня умным и талантливым политиком, много лет лавирующим между всеми акционерами, политическими силами. Он был для всех удобным. Все эти мифы, что он супердемократичный и либеральный, оставьте себе.
В начале июля 2014 года стало известно о планах миноритарных акционеров, в том числе Алексея Венедиктова, направить «Газпром-медиа» предложение о выкупе примерно 66,6 % станции. Предложение о выкупе было представлено на собрании акционеров 23 июля. Согласно структуре ЗАО, миноритарии имеют приоритетное право выкупа. Но в августе 2014 года Венедиктов сообщил, что по итогам неофициальной встречи с Михаилом Лесиным стало известно о нежелании продавать принадлежащие холдингу акции.
В марте 2019 года Венедиктов был переизбран на посту главного редактора «Эха Москвы» c результатом более 70 %. Его конкуренту — работающему на станции журналисту Алексею Голубеву была предложена редакционная должность и полномочия по социальным вопросам и отношениях с администрацией.
3 декабря 2019 года был запущен сайт echo.ua, куда было обещано группировать все материалы радиостанции (блоги, новости и программы) о событиях на Украине для пользователей из этой страны. На момент старта ресурса он публиковал только материалы блогов с головного сайта Эха Москвы с тегом «Украина», вкладка «Новости» перенаправляла на новостной раздел самой радиостанции.

### Упразднение (2022 год)
1 марта 2022 года, по требованию Генеральной прокуратуры России, в связи с «целенаправленной и систематической публикацией заведомо ложных сведений о действиях российских военных в рамках специальной операции по защите ДНР и ЛНР», Роскомнадзор ограничил доступ к информационным ресурсам радиостанции. В 21:00 по московскому времени «Эхо Москвы» было отключено от эфира на частотах 91,2 МГц в Москве и 91,5 МГц в Санкт-Петербурге, а также в ряде других городов, где вещание станции осуществлялось с объектов РТРС. Региональным вещателям, у которых «Эхо Москвы» выступало в роли сетевого партнёра, было запрещено транслировать московский эфир. Редакция «Эха» посчитала отключение радиостанции от эфира и блокировку её сайта актом введения цензуры, а решение Генеральной прокуратуры — политическим.
2 марта YouTube заблокировал канал радиостанции в Европе из-за санкций против «Газпром-медиа», но 3 марта, благодаря усилиям журналистов, он был разблокирован.
3 марта на совете директоров ЗАО «Эхо Москвы» большинством голосов было принято решение о ликвидации радиоканала и сайта «Эхо Москвы». По словам Венедиктова, «решение о ликвидации было принято всего за 15 минут». Генпрокуратура, по его мнению, не требовала закрыть «Эхо», в её представлении «говорилось о том, что необходимо устранить нарушения вплоть до прекращения вещания, но само прекращение не было обязательным». Венедиктов также заявил о намерении миноритарных акционеров компании обжаловать решение совета директоров, а также Генпрокуратуры в суде, так как доля миноритариев составляет около 34 %, что является блокирующим пакетом акций. Все журналисты редакции «Эха Москвы» продолжили свою работу в онлайн-формате, в социальных сетях и на YouTube-каналах станции. Вечером в компанию пришло уведомление от Департамента имущества Москвы об одностороннем расторжении договора аренды помещения на Новом Арбате, где располагается редакция. Также интернет-провайдерам, обслуживающим редакцию, было направлено письмо от «Газпром-Медиа» о расторжении договора.
4 марта в 15:11 по московскому времени онлайн-трансляция «Эха Москвы» была прервана во время прямого эфира программы «Персонально ваш» с ведущими Лизой Аникиной и Евгением Бунтманом, в гостях которой был Михаил Ходорковский. После этого началось удаление корпоративных аккаунтов радиостанции во всех социальных сетях, а также был отключён сайт, но, несмотря на это, видеотрансляция программы на YouTube продолжалась и там передача была доведена до конца. Позднее в помещении редакции был отключён проводной интернет. Удаление (или переименование) аккаунтов в социальных сетях и отключение сайтов коснулось не только головной редакции, но и ряда региональных. В этот же день действие СМИ — радиоканала и электронного периодического издания «Эхо Москвы» — было прекращено по решению учредителей.
5 марта решением совета директоров Алексей Венедиктов был уволен с поста главного редактора станции. Редакция радиостанции прекратила своё существование, её сотрудникам будут предлагать альтернативные варианты трудоустройства. Венедиктов также лично поблагодарил Алексея Миллера и его пресс-секретаря Сергея Куприянова за невмешательство в редакционную политику «Эха» в течение всех 20 лет.
В планах у «Газпром-Медиа» было запустить на собственных частотах «Эха Москвы» в ряде регионов новую радиостанцию с другим форматом, её название пока неизвестно. Ряд бывших местных партнёров «Эха» подал документы на переоформление вещательных лицензий для изменения сетевой радиостанции. Архив радиостанции остаётся у ЗАО «Эхо Москвы», его дальнейшая судьба также неизвестна. 9 марта на московской и петербургской частоте «Эха» начала вещание государственная радиостанция Радио Sputnik, входящая в МИА «Россия сегодня».
С 10 марта редакция «Эха Москвы» начала выпускать передачи на YouTube-канале «Живой гвоздь».
22 марта 2022 года состоялось предварительное судебное заседание Таганского районного суда города Москвы по иску «Эха» к Генпрокуратуре и Роскомнадзору из-за ограничений доступа к информационному ресурсу, рассмотрение дела по существу назначено на 20 апреля 2022 года.
20 апреля 2022 года суд признал законной блокировку сайта «Эха Москвы». Юристы «Эха» пытались доказать, что в предписаниях Генпрокуратуры не указывалось, какие нарушения у радиостанции были в эфире и какие публикации нарушали российские законы. Алексей Венедиктов сообщил в своём телеграм-канале, что решение суда будет обжаловано. По его словам, в ходе заседания выяснилось, что Генпрокуратура не требовала ликвидации сайта «Эха Москвы» как СМИ и не упоминала эфир радиостанции в своём представлении.
22 апреля 2022 года Минюст России внёс бывшего главного редактора «Эха Москвы» Венедиктова в список СМИ — «иностранных агентов».
15 августа 2023 года владельцы контрольного пакета — представители «Газпром-медиа» на совете директоров (вопреки позиции миноритариев) окончательно ликвидировали радиостанцию и проголосовали против продления её прав на товарный знак «Радио Эхо Москвы» и «Эхо Москвы». По свидетельству бывшего главреда Венедиктова, в 2015 году «Газпром-Медиа» оценивал стоимость бренда «Эхо Москвы» в 94 млн руб., или 1,5 млн долларов по тогдашнему курсу.

### «Эхо» (с 2022 года)
28 сентября 2022 года в эфире телеканала «Дождь» было объявлено о возобновлении вещания в октябре 2022 года под названием «Эхо». Руководителем проекта стал бывший заместитель главного редактора Максим Курников. В начале октября был запущен сайт echofm.online и мобильные приложения для Android и iOS. К «Эху» присоединятся YouTube-каналы «Живой гвоздь», «Дилетант», «Разворот», а также эфиры Александра Плющева и Татьяны Фельгенгауэр. Новое медиа будет существовать на донаты от подписчиков. Проекты бывших журналистов «Эха Москвы» останутся редакционно независимыми, а задача «Эха» — объединить их «технологически». Бывший главный редактор «Эха Москвы» Алексей Венедиктов присоединится к медиа в качестве автора, но не планировал занимать руководящих постов.
3 октября 2022 года восстановлено вещание в качестве интернет-издания под названием «Эхо», но 6 октября стало известно, что медиаплатформа «Эхо» была заблокирована Роскомнадзором.

### Судебные разбирательства (2024 год)
В январе 2024 года компания ООО «Эмхк» (владелец 32,6 % «Эха Москвы»), основным акционером которой является Алексей Венедиктов, подала иск на 1,1 миллиарда рублей к топ-менеджерам холдинга «Газпром-медиа». Венедиктов тогда говорил, что его компания требует взыскать с членов совета директоров и гендиректора ЗАО «Эхо Москвы» убытки, связанные с прекращением деятельности СМИ, принадлежавших акционерному обществу, а также отказом от прав на товарные знаки «Эхо Москвы» и «Радио Эхо Москвы».
26 января того же года состоялось предварительное слушание, на котором представители топ-менеджеров «Газпром-медиа», которые являются действующими или бывшими членами совета директоров ЗАО «Эхо Москвы», заявили в Арбитражный суд города Москвы ходатайство о закрытии судебного процесса по иску ООО «Эмхк».

9 июля 2024 года компания Алексея Венедиктова отозвала иск к топ-менеджерам «Газпром-медиа». 
«Наши юристы внимательно рассмотрели ход дела и рекомендовали нам не тратить на него время и ресурсы», — заявил «Ведомостям» Венедиктов. 
В «Газпром-медиа» от комментариев отказались.

## Критика и скандалы
Отзываясь о радиостанции, Михаил Леонтьев, отвечая на вопрос Ксении Собчак сказал:
Когда мне надо зарядиться ненавистью, я с большим удовольствием их слушаю. Мне профессионально это крайне помогает.
Радиостанция и её ведущие систематически становились жертвами телефонных пранкеров (сначала отдельных хулиганов, а позже и профессиональных групп). Весной 2007 года на радиостанции была введена цифровая телефонная система, которая позволяла ведущим видеть номера звонивших и принимать решения об их выводе в эфир или разъединении. Ожидалось, что после внедрения системы волна пранкеров пойдёт на убыль, но пранкеры нашли способы обходить и этот запрет: в связи с последующей волной пранк-атак был отменён приём телефонных звонков в передачах Николая Тамразова и Александра Пикуленко, а многие ночные эфиры попросту срывались. Одним из ярких примеров стал эфир программы «Без посредников» от 14 марта 2010 года, в котором Алексей Венедиктов принял несколько звонков пранкеров в эфире и даже огласил номера, с которых они звонили, пригрозив «передать их» в ГУ МВД РФ. В связи с этой атакой до 1 января 2014 года эфир передачи «Без посредников» проходил без возможности общения в прямом эфире ведущих со слушателями.
В мае 2014 года на сайте «Эхо Москвы» был опубликован текст украинского автора, в котором он, следом за СБУ, обвинил журналистов «Лайфньюс» Марата Сайченко и Олега Сидякина в терроризме. Появление этого материала на сайте радиостанции вызвало негативную реакцию в ряде российских изданий.
В ноябре 2014 года из-за увольнения журналиста радиостанции Александра Плющева за неэтичный твит произошёл конфликт между коллективом станции и её главредом с руководством холдинга, из-за чего существовала угроза увольнения Венедиктова и переформатирования станции (в итоге формат поменяла другая информационная радиостанция холдинга — Сити ФМ, ставшая музыкальным Like FM). Затяжной конфликт в итоге закончился компромиссом; одним из его условий стала разработка правил поведения журналистов в социальных сетях (см. ниже) и отстранением журналиста от работы на два месяца).
16 апреля 2015 года хакерской группой «Анонимный интернационал» была опубликована переписка, предположительно принадлежавшая главе Роскомнадзора Александру Жарову. В ней особое внимание уделено переписке генерального директора радиостанции «Эхо Москвы» Михаила Демина, в которой он обсуждал опросы на сайте радиостанции, согласование публикуемых блогов, отдельной рекламы и текстов, лишение лицензии петербургского «Эха», размер бюджета станции и невыполнение договорённостей о зарплате, а также согласование промороликов «Антикризисного марша» с участием Бориса Немцова и Михаила Касьянова.
25 декабря 2015 года с сайта радиостанции были удалены видеозапись и расшифровка эфира программы «Особое мнение» от 24 декабря, гостем которой стал Виктор Шендерович, также исчезло упоминание о госте программы из расписания вещания. В эфире Шендерович упомянул о публикациях, утверждающих о связи президента РФ Владимира Путина с криминалом, а также обвинил власть в распаде страны. Главный редактор сайта Виталий Рувинский объяснил своё решение большим количеством личных оскорблений, которых «мы на сайте стараемся не допускать».
27 апреля 2017 года во время эфира программы «Особое мнение» Михаил Веллер разозлился на то, что ведущая Ольга Бычкова перебивала его, швырнул микрофон и чашку, предварительно вылив на журналистку воду, а затем покинул студию со словами «Скотина тупая, я тебя больше не знаю». После данного инцидента Веллер больше не появлялся в эфирах «Эха».
В июне 2018 года сооснователь «Эха Москвы», первый заместитель главного редактора Сергей Бунтман выступил с критикой генерального директора Екатерины Павловой. По мнению Бунтмана, результатом деятельности Павловой стала ликвидация хорошо работающей рекламной службы, появление попыток добавления «наглой джинсы», взятие «диких кредитов под дикие проценты» и значительное увеличение количества своих заместителей, плохо знакомых с работой радио, но обещающих «скрутить „Эхо“ в бараний рог». Бунтман предполагает, что целью деятельности Павловой является банкротство «Эха Москвы».
В июне 2019 года специальный корреспондент «Эха Москвы» Станислав Садовов выдвинулся кандидатом в депутаты в Мосгордуму от «Партии Роста». Глава радиостанции пригрозил судом партии из-за «фейкового кандидата». Алексей Венедиктов утверждал, что у радиостанции нет такого корреспондента. По данным пресс-службы партии, договор Садовова был действующий: «В 2017 году между ЗАО „Эхо Москвы“ и Станиславом Садововым заключен бессрочный трудовой договор, согласно которому господин Садовов принят на должность специального корреспондента. Договор продолжает действовать». Тем не менее, позже «Партии Роста» решила именовать в документах кандидата в депутаты Мосгордумы Станислава Садовова индивидуальным предпринимателем, а не спецкором «Эха Москвы».

### Предупреждения Роскомнадзора
В середине ноября 2014 года Роскомнадзор вынес предупреждение радиостанции за вышедшую 29 октября в её эфире передачу «Своими глазами», герои которого говорили о боях за Донецкий аэропорт между украинскими войсками и вооружёнными формированиями ДНР. 17 ноября глава ведомства Александр Жаров объяснил это положительной оценкой украинской националистической организации «Правый сектор», которая, по его словам, «решением Генпрокуратуры признана экстремистской организацией». Информационно-аналитический центр «Сова» отметил сразу несколько юридических и фактических ошибок со стороны чиновника. Среди них: Правый сектор был признан экстремистским только 17 ноября спустя несколько недель после эфира, слова Жарова не вполне согласуются с текстами предупреждений редакции, а в самом эфире не было никакой положительной характеристики со стороны его гостей.
11 декабря 2018 года Роскомнадзор вынес предупреждение радиостанции «Эхо Москвы в Пскове» за распространение противоправной информационной продукции и предписал удалить выпуск от 7 ноября 2018 года радиопередачи «Минутка просветления», которую вела журналистка Светлана Прокопьева. В дальнейшем 6 февраля 2019 года «Эхо Москвы в Пскове» была оштрафована по этому делу в 150 тыс. рублей за злоупотребление свободой массовой информации.
20 марта 2020 года радиостанция по требованию Роскомнадзора удалила расшифровку и аудиозапись эфира программы «Особое мнение» с участием политолога Валерия Соловья, при этом чиновники не уточнили, какие именно слова в выпуске программы вызвали претензию. В самой программе гость заявил о сокрытии российскими властями данных о смертности от коронавируса. Ранее ведомство заявляло о готовности блокировать СМИ и лишать их лицензии за распространение фейковых новостей о коронавирусе. Спустя три месяца радиостанция и главный редактор её сайта были оштрафованы на 260 тыс. рублей за публикацию этого эфира.
24 июня Пресненский районный суд Москвы вынес 8 решений о штрафах по части 2.1 статьи 13.15 КоАП за упоминание «иностранных агентов» «Альянса врачей», ФБК и «Мемориала» без указания соответствующего статуса, а 4 октября — ещё 16 решений. Штрафы вынесены самому «Эху Москвы» и главному редактору его сайта Виталию Рувинскому, их общая сумма составил 528 тысяч рублей.
3 марта 2022 года «Эхо Москвы» и его главный редактор были оштрафованы на 30 тысяч и 3 тысячи рублей соответственно за программу про украинский язык и культуру «Шо там у них». Причиной штрафа послужило «распространение программы на украинском языке без соответствующей записи в регистрационных документах».

## Программы и ведущие

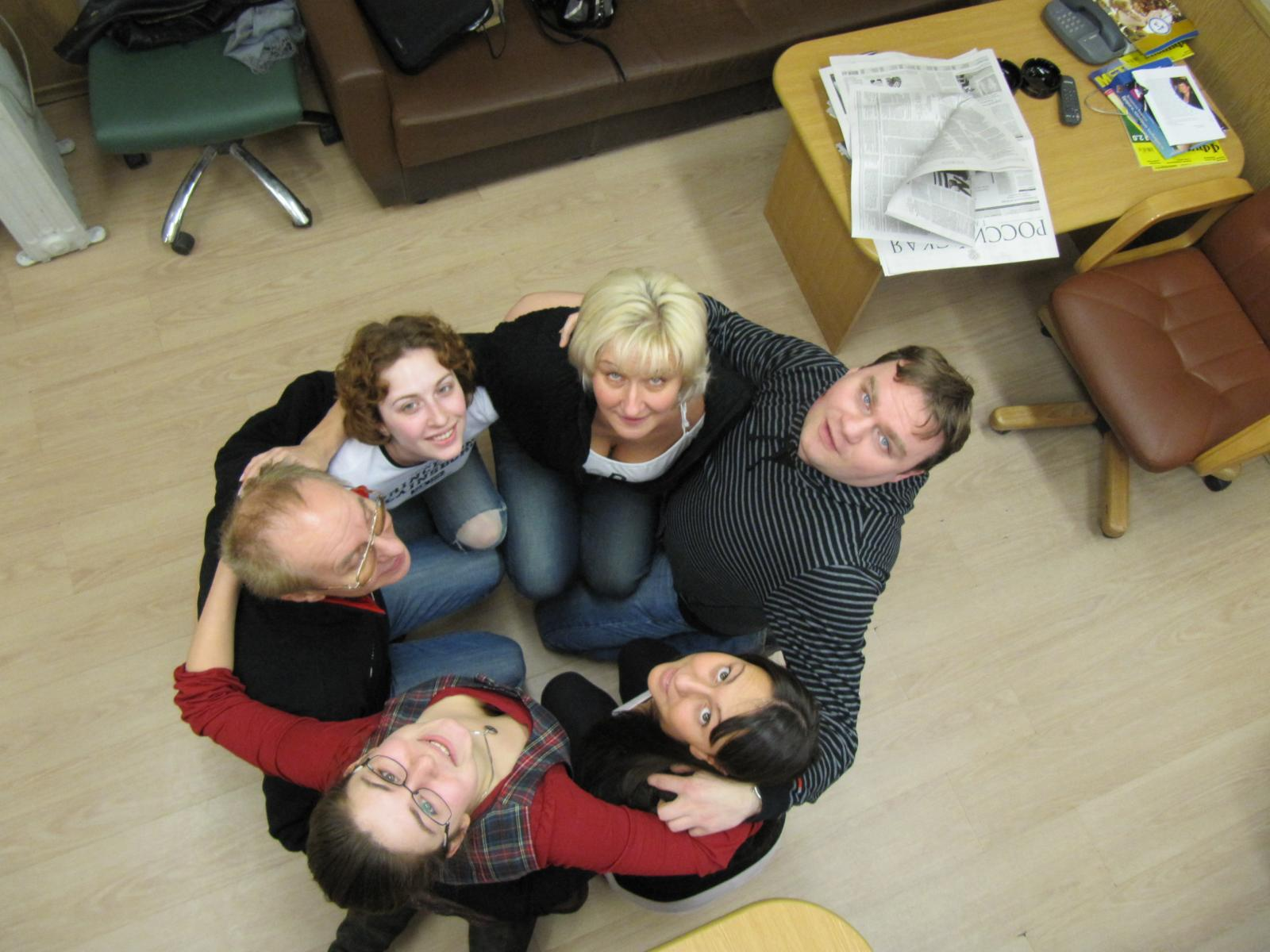
Сотрудники «Эха Москвы», по часовой стрелке: Александр Плющев, Ирина Баблоян, Тоня Самсонова, Александр Пикуленко, Татьяна Фельгенгауэр и Людмила Стрельцова

- 2022 — Ксения Ларина, Виталий Дымарский
- В круге СВЕТА — Светлана Сорокина, Юрий Кобаладзе
- Военный совет — Анатолий Ермолин, Алексей Нарышкин, до 14.03.2020
- Ищем выход…
- Полный Альбац — Евгения Альбац

- Дифирамб — Ксения Ларина
- Особое мнение
- Персонально ваш
- Разбор полёта — Станислав Крючков, Марина Максимова
- Своими глазами — Алексей Нарышкин, до 18.01.2017
- Условно ваш — Егор Жуков, до 30.09.2020

- Вечерний канал — до 13.09.2015
- Разворот — до 12.08.2020

- Блог-аут — Майкл Наки, до 11.06.2020
- Большое «Эхо» — Ирина Меркулова, Марина Старостина, Александр Плющев
- Грани недели с Владимиром Кара-Мурзой — Владимир Кара-Мурза-старший (до его смерти), Владимир Кара-Мурза-младший
- Сканер (совместно с агентством «Интерфакс») — Ольга Бычкова, Владимир Герасимов

- Атака с флангов — Максим Курников, Олег Кашин, Лиза Лазерсон
- Бабник — Николай Тамразов
- Без посредников — Алексей Венедиктов
- Без посредников-2 — Андрей Ходорченков, до 20.07.2012
- Бизнес-ланч — Вадим Ковалёв
- Будем наблюдать — Алексей Венедиктов, Сергей Бунтман
- Время Белковского — Станислав Белковский
- Выбор Ясен Евгений Ясин — до 23.10.2018
- Ганапольское — Матвей Ганапольский, Алексей Нарышкин, Алексей Соломин (в основном), Алексей Венедиктов, Евгений Снегов, Олег Овчаренко (периодически)
- Иосиф и его байки — Иосиф Райхельгауз
- Код доступа — Юлия Латынина
- Курс Потапенко — Дмитрий Потапенко
- Личный приём — Евгений Ройзман
- Невзоровские среды — Александр Невзоров, Ольга Журавлёва
- Пастуховские четверги — Владимир Пастухов, Алексей Венедиктов
- Реплика Ганапольского — Матвей Ганапольский
- Реплика Ореха — Антон Орехъ
- Сказки и рассказы Людмилы Петрушевской — Людмила Петрушевская
- Статус — Екатерина Шульман, Максим Курников
- Суть событий — Сергей Пархоменко
- Один — Антон Орехъ, Дмитрий Быков, Алексей Нарышкин, Евгений Бунтман
- Одна — Ольга Журавлёва, Ирина Воробьева
- Умом Россию понимать — Ирина Прохорова
- Що там у них (на украинском языке) — Матвей Ганапольский, Алексей Нарышкин, Алексей Соломин (в основном), Сакен Аймурзаев, Евгений Снегов, Олег Овчаренко, Лиза Аникина (периодически)

- 48 минут — Михаил Гусман, Марина Максимова
- 49 минут — Михаил Гусман, Марина Максимова
- Вот так — Сергей Бунтман, до 30.05.2020
- Всё так — Наталия Басовская, Алексей Венедиктов, до 18.05.2019
- Всё так + — Виталий Дымарский, Максим Кузахметов
- Дилетанты — Евгений Бунтман, Виталий Дымарский
- Красная площадь, д. 1 — Олег Овчаренко
- Московские старости — Сергей Сокуренко, Кира Черкавская
- Музейные палаты — Сергей Бунтман, Ксения Басилашвили
- Не так — Сергей Бунтман,Алексей Кузнецов
- Ордена — Андрей Хазин, Олег Овчаренко
- Цена Победы — Виталий Дымарский, Владимир Рыжков
- Цена Революции — Михаил Соколов

- Программное обеспечение — Арина Бородина
- Телехранитель — Елена Афанасьева
- Человек из телевизора — Ксения Ларина, Ирина Петровская

- Спорт-курьер — до 06.03.2016
- Футбольный клуб — Василий Уткин, Сергей Бунтман, Алексей Дурново, Максим Курников

- Гараж — Сергей Асланян
- Доехали — Михаил Горбачев, Ольга Бычкова
- Парковка — Александр Пикуленко, Сергей Бунтман

- Агенты — Юрий Кобаладзе
- Быль о правах — Калой Ахильгов, Алексей Кузнецов
- Галопом по Европам — Яна Розова, Елена Кандарицкая
- Говорим по-русски. Передача-игра — Ольга Северская, Оксана Пашина
- Говорим по-русски. Радио-альманах — Ольга Северская
- Дорожная карта — Алексей Нарышкин, Лиза Аникина
- Изнанка — Алексей Нарышкин
- Капитал, Карл! — Ирина Ананина
- Книжное казино — Алексей Кузнецов, Никита Василенко, Майя Пешкова
- Культурный шок — Ксения Ларина
- Местные — Алексей Голубев
- Мой район — Сергей Бунтман
- Неудобные — Маргарита Ставнийчук, Ирина Воробьева, Ольга Журавлёва, Анна Ривина
- Путешествия по Подмосковью — Татьяна Пелипейко
- Родительское собрание — Алексей Кузнецов
- Среда — Аркадий Гершман, Алексей Соломин
- Суть еды — Сергей Пархоменко
- Точка — Александр Плющев, Сергей Оселедько
- Эпизод — Лиза Аникина

- Будем здоровы (ранее Мединфо) — Татьяна Лямзина
- Утренний обход — Татьяна Лямзина (не выходит)
- Дневной обход — Татьяна Лямзина, Елена Кандарицкая (не выходит)

- Автомания — Егор Васильев
- Автомания плюс — Егор Васильев
- Во саду ли, в огороде — Елена Ситникова
- Гранит науки — Марина Аствацатурян
- Дежурный по сайту (ДПС) (не выходит)
- Зверсовет — Яна Розова
- Как правильно — Ольга Северская
- Говорим по-татарски — Максим Курников, Лилиана Сафина
- Книжечки — Николай Александров
- Кто куда? — Анна Трефилова, Станислав Анисимов
- Куда подальше? — Анна Трефилова
- Люди и Деньги — Маша Майерс, Татьяна Тимофеева
- Непрошедшее время — Майя Пешкова (не выходит)
- Ну и денёк
- О связи всё и сразу — Яна Розова, Яков Широков
- О стиле всё и сразу — Татьяна Лямзина
- Проезжая часть — Александр Пикуленко
- Свой дом — Роман Плюсов с 2008 по 2016, Алексей Гусаров с 2017
- Эхонет — Ирина Баблоян
- Эхономика — Ася Рак, Владимир Левченко, ранее Анна Князева

- Иное — Антон Орехъ, Владимир Чернышёв (не выходит)
- Как это было на самом деле — Алексей Дурново (не выходит)
- Кейс — Любовь Комарова, Юлий Гусман, Юрий Кобаладзе, ранее Нино Росебашвили, Ирина Воробьева, Ольга Журавлёва
- Радиодетали — Антон Орехъ, Николай Александров
- Табель о рангах — Антон Орехъ

- Добро на радио (совместно с Добро Mail.ru) — Елена Ханина, Александра Бабкина
- На пальцах (совместно с изданием «N + 1») — Андрей Коняев, Ирина Воробьева
- Фактор риска — Алексей Дыховичный
- Эхономика (совместно с Департаментом науки, промышленной политики и предпринимательства г. Москвы) — Анна Князева, до 10.12.2014

- 120 минут классики рока — Владимир Ильинский, Михаил Кузищев
- Авторская песня — Нателла Болтянская
- Битловский час — Владимир Ильинский
- Весь этот блюз — Андрей Евдокимов
- Винил — Михаил Куницын
- Джаз для коллекционеров — Моисей Рыбак (не выходит)
- Записки А. С. А. — Анатолий Агамиров (не выходит)
- Золотая полка — Пётр Мамонов (не выходит)
- Ночной эфир Бориса Алексеева — Борис Алексеев (не выходит)
- О пении, об опере, о славе — Алексей Парин, Елизавета Щербакова (не выходит)
- Саундтрек — Станислав Анисимов (не выходит)
- Хранитель снов — Игорь и Юджин
- Argentum: Серебро — Дмитрий Борисов, Александр Плющев (не выходит)

- Детская площадка — Сергей Бунтман, Лев Гулько
- Открывашка — Сергей Бунтман
- Письма с фермы — Мария Слоним, Татьяна Фельгенгауэр

### Совместные проекты

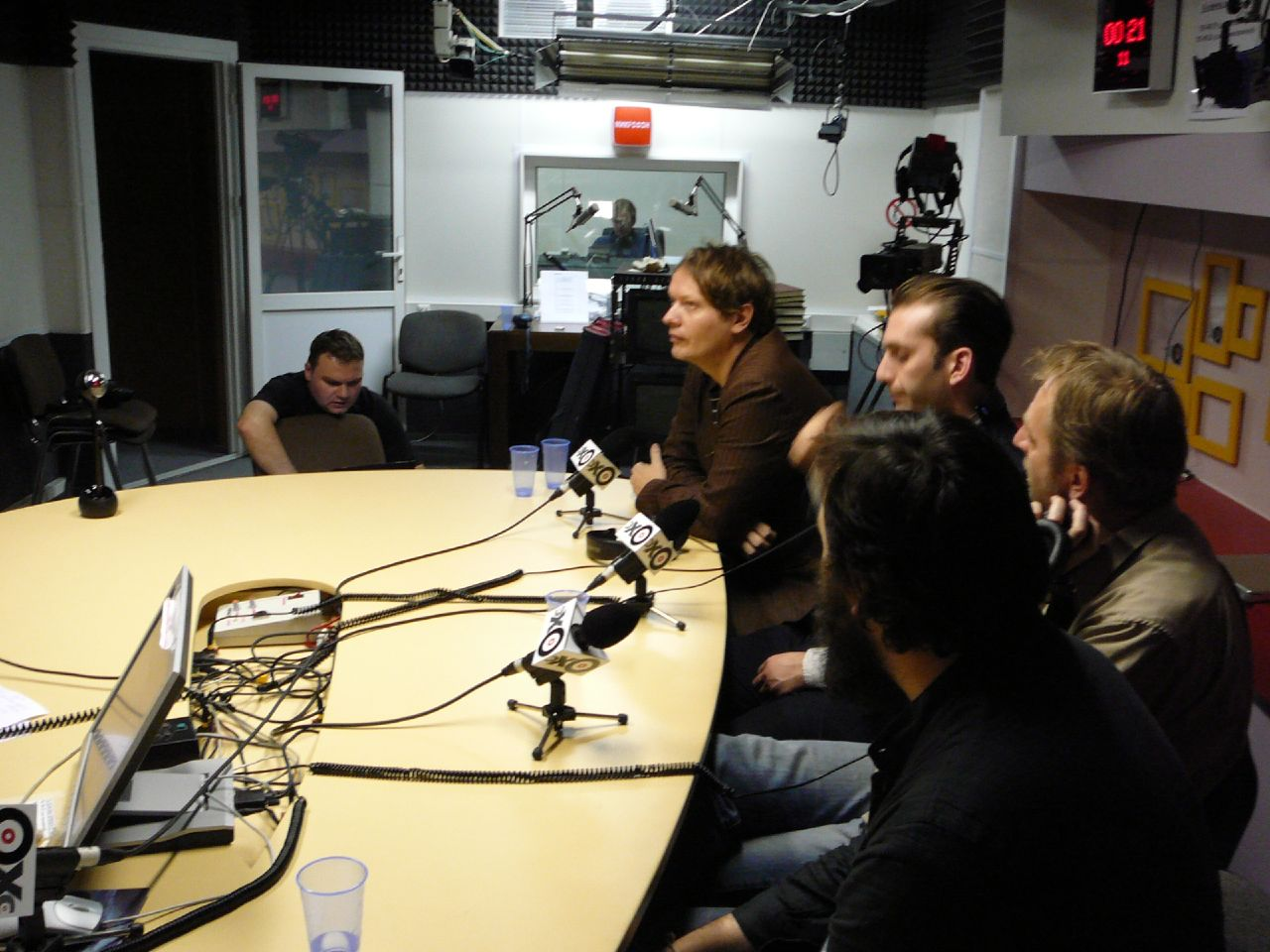
Новая телевизионная студия «Эха Москвы» и RTVi

Радиостанция «Эхо Москвы» и телекомпания RTVi до 13 мая 2013 года совместно выполняли регулярное вещание передач «Особое мнение», «Полный Альбац» с Евгенией Альбац, «Ищем выход», «Кейс» с Ириной Воробьёвой, «Грани недели» c Владимиром Кара-Мурзой, «Всё так» с Алексеем Венедиктовым и Натальей Басовской, «Своими глазами» с Ольгой Бычковой и Софико Шеварднадзе, «Большой Дозор» совместно с Ведомостями, «Цена Победы» c Михаилом Соколовым, «В круге СВЕТА» со Светланой Сорокиной, «Код доступа» с Юлией Латыниной, «48 минут» и «49 минут» с Наргиз Асадовой и Алексеем Венедиктовым, «Без дураков» с Сергеем Корзуном, «Обложка-1» с Тихоном Дзядко и Софико Шеварднадзе, «Разбор полёта» с Татьяной Фельгенгауэр и Ириной Воробьёвой, «Сканер» (совместно с агентством «Интерфакс») с Ольгой Бычковой, «2013», «Мастодонт», «Поехали».
Также у «Эхо Москвы» в разное время были совместные проекты с газетами «Московская правда» (проект «Москва в фокусе»), «Труд» («Эхо Труда», «Послужной список»), Ведомости («Большой Дозор»), радиостанцией «Мария FM» («Дневник губернатора»), компанией «EVANS» («Выбор за Вами»), журналом «Stars&Money» и «Идальго-имидж» («Люди и Деньги»), Standard & Poor's («Крутая шкала»), турфирмой «Нева» («Куда подальше?»), ГУ-ВШЭ («Лукавая цифра»), Ингосстрах («Фактор риска») и с телеканалом «Домашний» («В круге СВЕТА»).
Ряд передач («Программа-игра «Говорим по-русски»», «Как правильно?», «Альманах «Говорим по-русски»», «Родительское собрание», «Детская площадка», «Книжное казино») производились при финансовой поддержке Федерального агентства по печати и массовым коммуникациям России.

## Награды
- Почётная грамота Московской городской думы (1 марта 2000 года) — за заслуги перед городским сообществом[153].

Автомобильные программы радиостанции «Эхо Москвы» признаны лучшими в освещении проблем безопасности на дорогах России. Радиостанция «Эхо Москвы» удостоена премии «Компания года 2006». Программа «Кухонные тайны» радиостанции «Эхо Москвы» и её ведущий Матвей Ганапольский удостоены Национальной премии «Гостеприимство-2006».
В 2005 году ведущий Алексей Осин был признан автором лучшего спортивного радиорепортажа года и удостоен премии имени комментатора Вадима Синявского. Главный редактор радиостанции «Эхо Москвы» Алексей Венедиктов победил в номинации «Журналист-2006» Национальной ежегодной премии «Синие страницы. Человек года», которую проводит Национальная энциклопедия личностей РФ.
Радиостанция «Эхо Петербурга» заняла первое место в номинации «Радиостанция года-2006». 25 ноября 2008 года сайт радиостанции стал лауреатом пятой «Премии Рунета» в номинации «Культура и массовые коммуникации». Венедиктов так прокомментировал это: «То, что „Эхо Москвы“, — это, конечно, круто и совершенно неожиданно. То, что у нас один из лучших сайтов в сфере коммуникаций, — это, конечно, замечательно, и всегда приятно, когда твою непрофессиональную работу, — а Интернет — это не наш бизнес, не наше дело, — оценивают 300 профессионалов, которые на самом начале, на самом старте нашего сайта нас сильно ругали».
В октябре 2012 года радиостанция «Эхо Москвы» и её главный редактор Алексей Венедиктов были выдвинуты[кем?] на соискание Нобелевской премии мира.

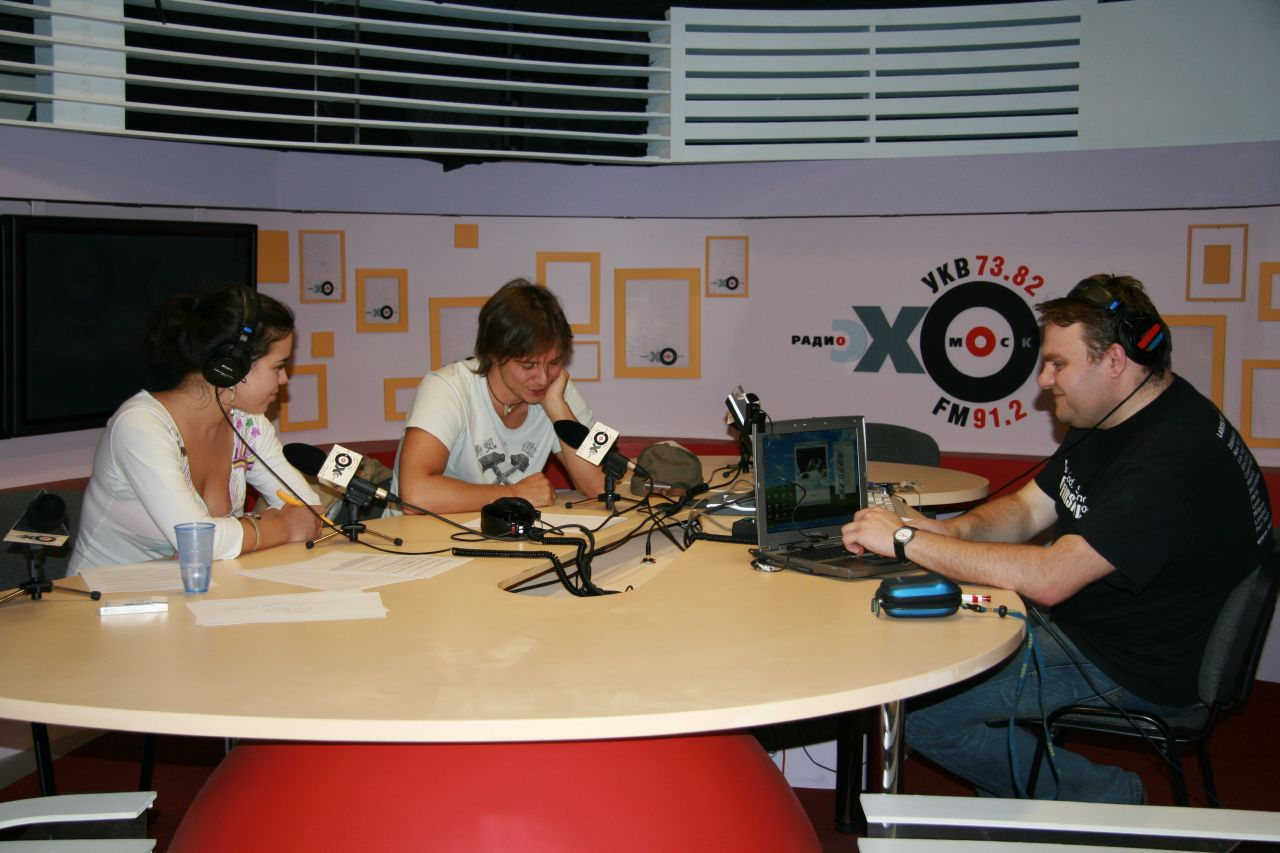
Новая телевизионная студия «Эха Москвы» и RTVi

## Города вещания
Эхо Москвы вещало в 33 городах России, а также в Риге (Латвия):
| Город                       | Частота   | Начало вещания                                         | Численность населения | Статус (июнь 2023)                              |
| --------------------------- | --------- | ------------------------------------------------------ | --------------------- | ----------------------------------------------- |
| Абакан                      | 71,06 УКВ | 29.08.2001                                             | 364 тыс.              | Частота отключена                               |
| Барнаул                     | 69,11 УКВ | 25.01.2003                                             | 603,5 тыс.            | Частота отключена                               |
| Бузулук                     | 95,8 FM   | 18.02.2014                                             | 86 тыс.               | Заменён на «Радио Русский Хит»                  |
| Волгоград                   | 101,1 FM  | 16.03.2007 (лицензия ЭМ)                               | 1 млн 421 тыс.        | Заменён на Радио Sputnik                        |
| Вологда                     | 105,7 FM  | 07.05.2000                                             | 301,4 тыс.            | Частота отключена                               |
| Екатеринбург                | 91,4 FM   | 20.04.1998                                             | 1 млн 500 тыс.        | Заменён на Радио Sputnik                        |
| Казань                      | 105,8 FM  | 22.08.2003 (лицензия ЭМ)                               | 1 млн 269 тыс.        | Заменён на Радио Sputnik                        |
| Каменск-Уральский           | 88,9 FM   | 23.12.2011                                             | 180 тыс.              | Заменён на «Новое радио»                        |
| Киров                       | 101,0 FM  | 13.11.2010                                             | 640 тысяч             | Заменён на Радио Sputnik                        |
| Махачкала                   | 105,2 FM  | 12.12.2005                                             | 466,8 тыс.            | Планируется запуск радио «Комсомольская правда» |
| Москва и Московская область | 91,2 FM   | 22.08.1990                                             | 14 млн 900 тыс.       | Заменён на Радио Sputnik                        |
| Обнинск                     | 105,4 FM  | 29.03.2010                                             | 118 тыс.              | Заменён на Business FM                          |
| Оренбург                    | 101,3 FM  | 28.04.2001-11.06.2001, возоб. 27.02.2004 (лицензия ЭМ) | 577,4 тыс.            | Частота отключена                               |
| Пермь                       | 91,2 FM   | 20.06.2000                                             | 1 млн                 | Заменён на Радио Sputnik                        |
| Пенза                       | 107,5 FM  | 27.06.2005                                             | 663 тыс.              | Заменён на Comedy Radio                         |
| Псков                       | 102,6 FM  | 01.01.2014                                             | 240,1 тыс.            | Заменён на Радио Sputnik                        |
| Рига                        | 102,7 FM  | Апрель 2000                                            | 638 тыс.              | Заменён на MIX FM                               |
| Рига                        | 93,9 FM   | 14.07.2007                                             | 638 тыс.              | Заменён на Радио Балтком                        |
| Саратов                     | 105,8 FM  | 20.12.1998                                             | 830,9 тыс.            | Заменён на Радио Sputnik                        |
| Самара и Кинель             | 99,1 FM   | 22.08.2003 (лицензия ЭМ)                               | 1 млн 570 тыс.        | Заменён на Радио Sputnik                        |
| Санкт-Петербург             | 91,5 FM   | 23.04.1999 (лицензия ЭМ и ГПМ)                         | 5 млн 386 тыс.        | Заменён на Радио Sputnik                        |
| Северодвинск                | 105,7 FM  | 24.11.2011                                             | 193,2 тыс.            | Заменён на Business FM                          |
| Ступино                     | 95,8 FM   |                                                        | 65,6 тыс.             | Частота отключена                               |
| Талдом                      | 106,8 FM  | 30.10.2021 (лицензия ЭМ)                               | 12,5 тыс.             | Заменён на Радио Sputnik                        |
| Тамбов                      | 101,4 FM  | Май 2006                                               | 400 тыс.              | Заменён на «Радио Искатель»                     |
| Томск и Северск             | 105,0 FM  | 03.03.2004 (лицензия ЭМ)                               | 682,9 тыс.            | Частота отключена                               |
| Углич                       | 90,5 FM   |                                                        | 31,4 тыс.             | Заменён на «Маруся FM»                          |
| Улан-Удэ                    | 102,8 FM  | 23.01.2009                                             | 359,4 тыс.            | Заменён на Радио Sputnik                        |
| Уфа                         | 91,1 FM   | 29.12.2005 (лицензия ЭМ)                               | 1 млн 141 тыс.        | Заменён на Радио Sputnik                        |
| Чайковский                  | 88,3 FM   | 02.2018                                                | 19,87 тыс.            | Заменён на «Радио Шоколад»                      |
| Чапаевск                    | 94,8 FM   | 28.08.2012                                             | 70,9 тыс.             | Заменён на радио «Чапаевский гостиный двор»     |
| Челябинск                   | 99,5 FM   | Апрель 1999                                            | 1 млн 482 тыс.        | Заменён на Радио Sputnik                        |
| Челябинск                   | 73,97 УКВ | Апрель 1999                                            | 1 млн 482 тыс.        | Частота отключена                               |
| Шатура                      | 105,1 FM  | 10.2021 (лицензия ЭМ)                                  | 32 тыс.               | Заменён на Радио Sputnik                        |